# Nagari Saok Laweh
Nagari Saok Laweh is een bestuurslaag in het regentschap Solok van de provincie West-Sumatra, Indonesië. Nagari Saok Laweh telt 5263 inwoners (volkstelling 2010).